# Shuiji, Fujian
Shuiji (kinesiska: 水吉) är en köping i sydöstra Kina. Den ligger i stadsdistriktet Jianyang i staden Nanping i provinsen Fujian, omkring 180 kilometer nordväst om provinshuvudstaden Fuzhou. Antalet invånare är 24 014. Befolkningen består av 11 513 kvinnor och 12 501 män. Barn under 15 år utgör 19,0 %, vuxna 15-64 år 69 %, och äldre över 65 år 11,0 %.